# Dazi Goumen
Dazi Goumen (kinesiska: 大字沟门乡, 大字沟门) är en socken i Kina. Den ligger i provinsen Hebei, i den norra delen av landet, omkring 220 kilometer öster om huvudstaden Peking. Antalet invånare är 5 044. Befolkningen består av 2 320 kvinnor och 2 724 män. Barn under 15 år utgör 16,0 %, vuxna 15-64 år 74 %, och äldre över 65 år 9,0 %.
Genomsnittlig årsnederbörd är 903 millimeter. Den regnigaste månaden är juli, med i genomsnitt 254 mm nederbörd, och den torraste är januari, med 2 mm nederbörd.